# Menhiry de la Fage
Menhiry de la Fage jsou skupinou asi 40 menhirů v okolí samoty Les Combettes v oblasti Cham des Bondons. Jednotlivé menhiry se nalézají ve dvou větších skupinách, západní skupina je tvořena kameny o výšce max. 2 m a umístěnými převážně v borovicovém lese, východní skupinu tvoří vyšší kameny, některé až přes 3 m nalézající se většinou na volném prostranství. 
Menhiry této skupiny jsou propojeny naučnou stezkou vedoucí po okruhu o délce 5 km s převýšením 175 m, kterou lze projít asi za dvě hodiny. Naučná stezka má celkem 10 zastavení.

## Fotogalerie

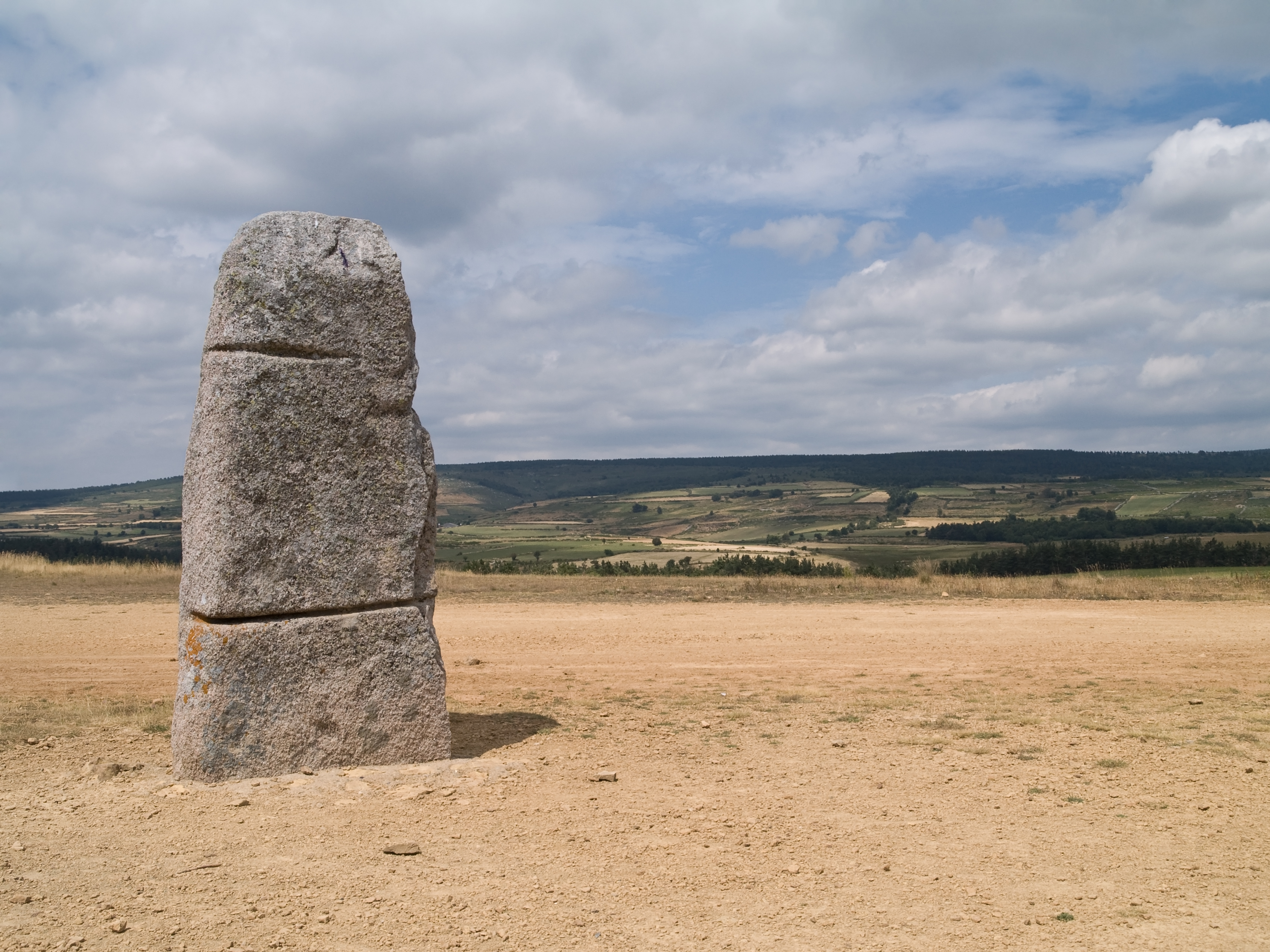
Menhiry de la Fage
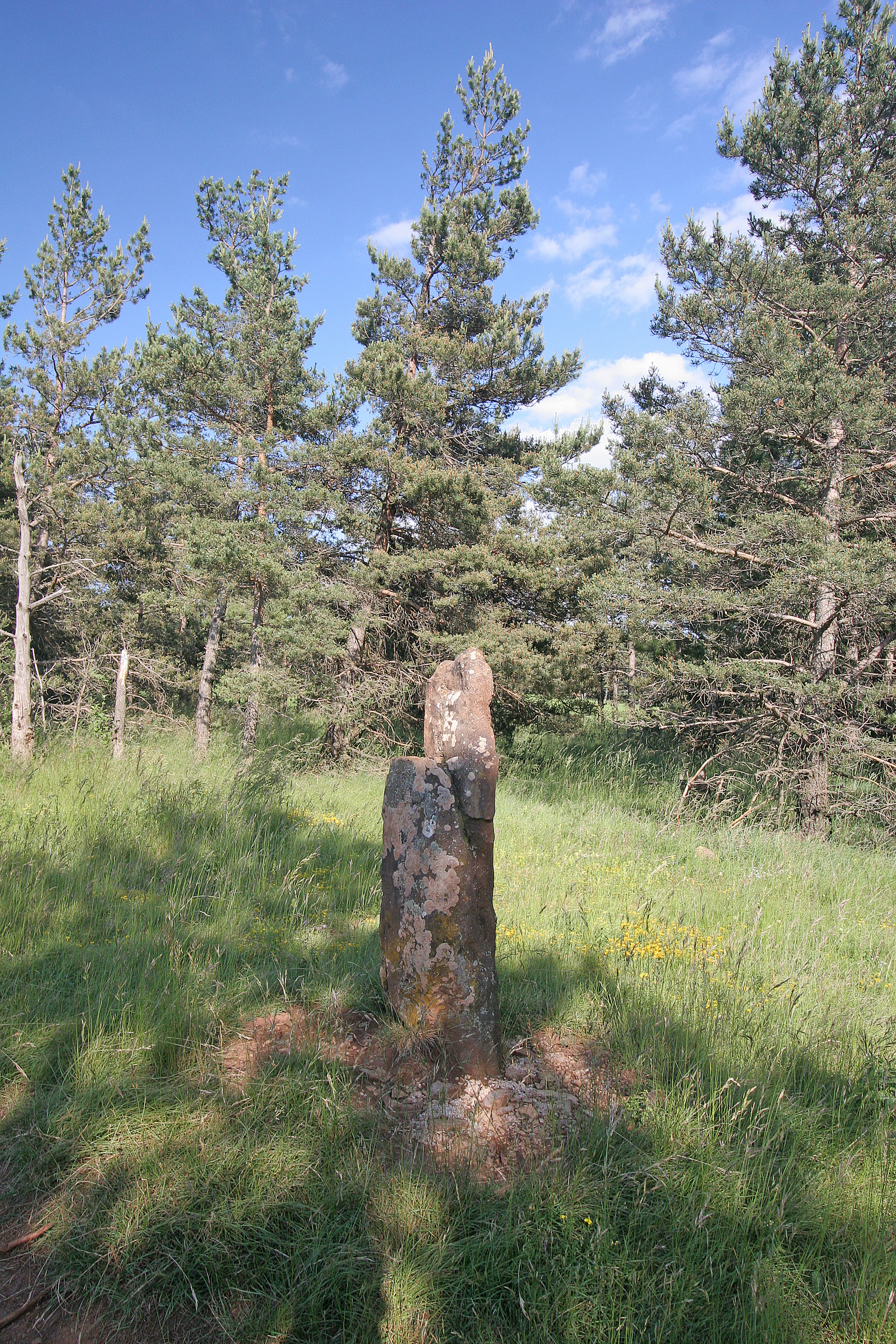
Menhiry de la Fage
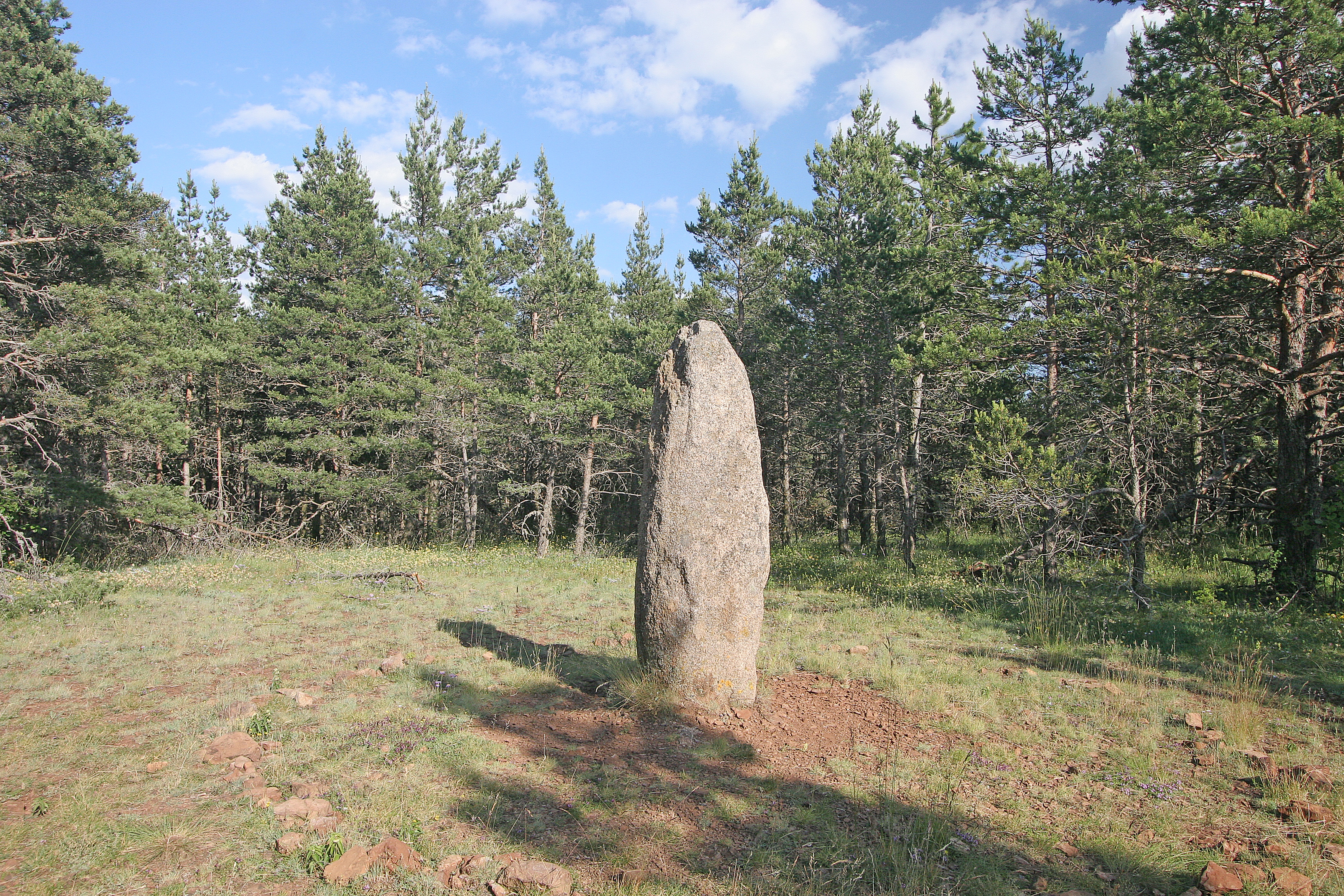
Menhiry de la Fage
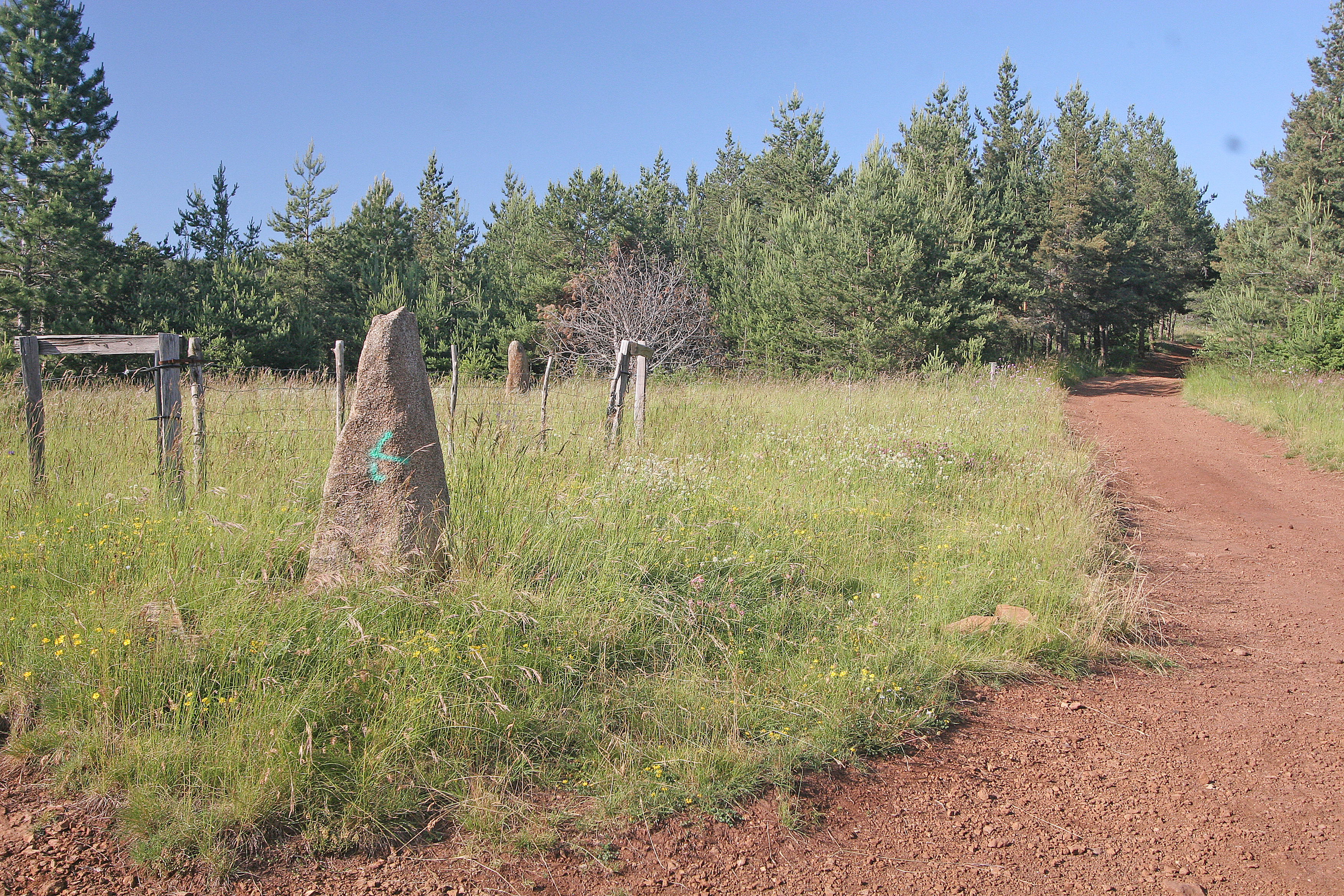
Menhiry de la Fage
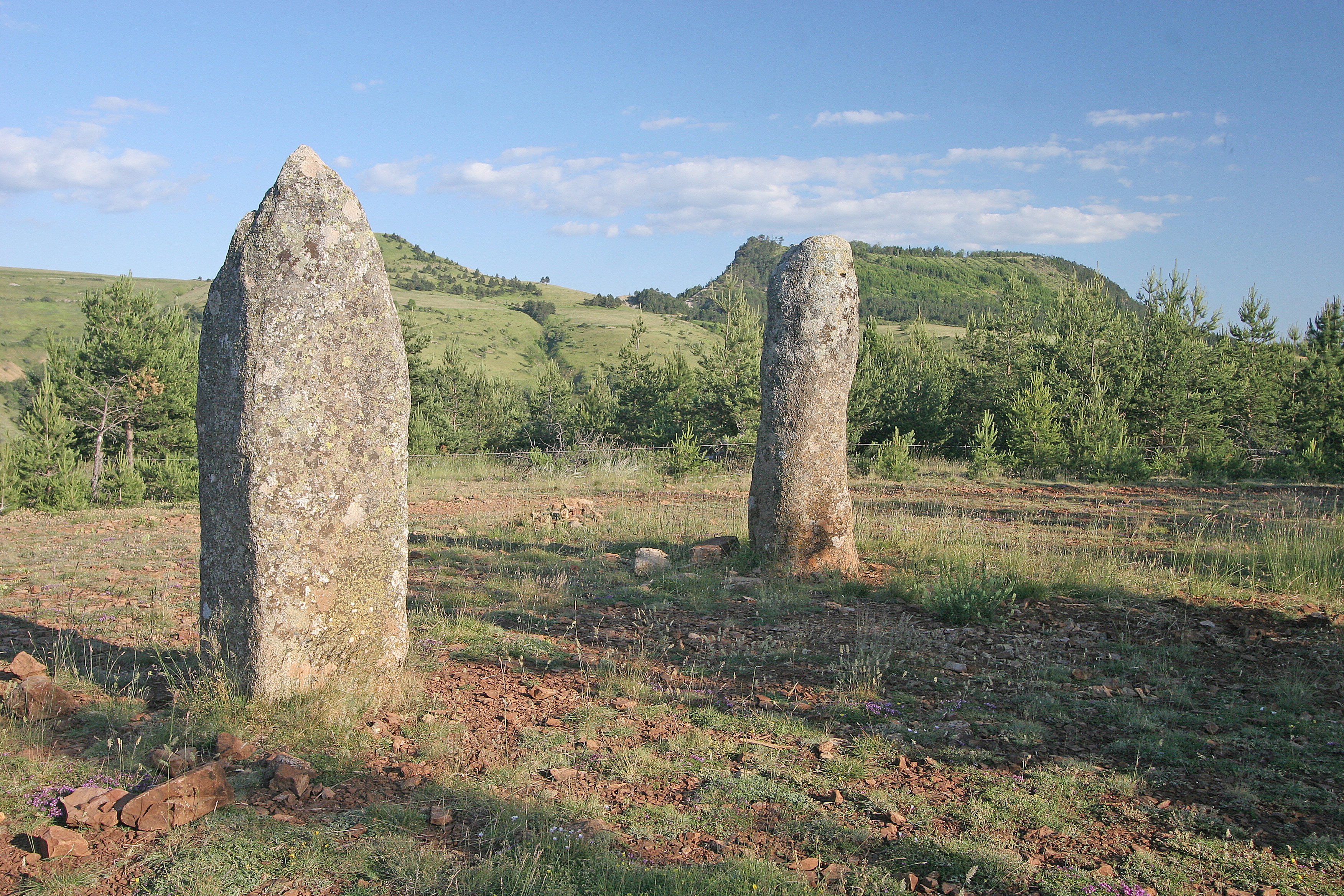
Menhiry de la Fage
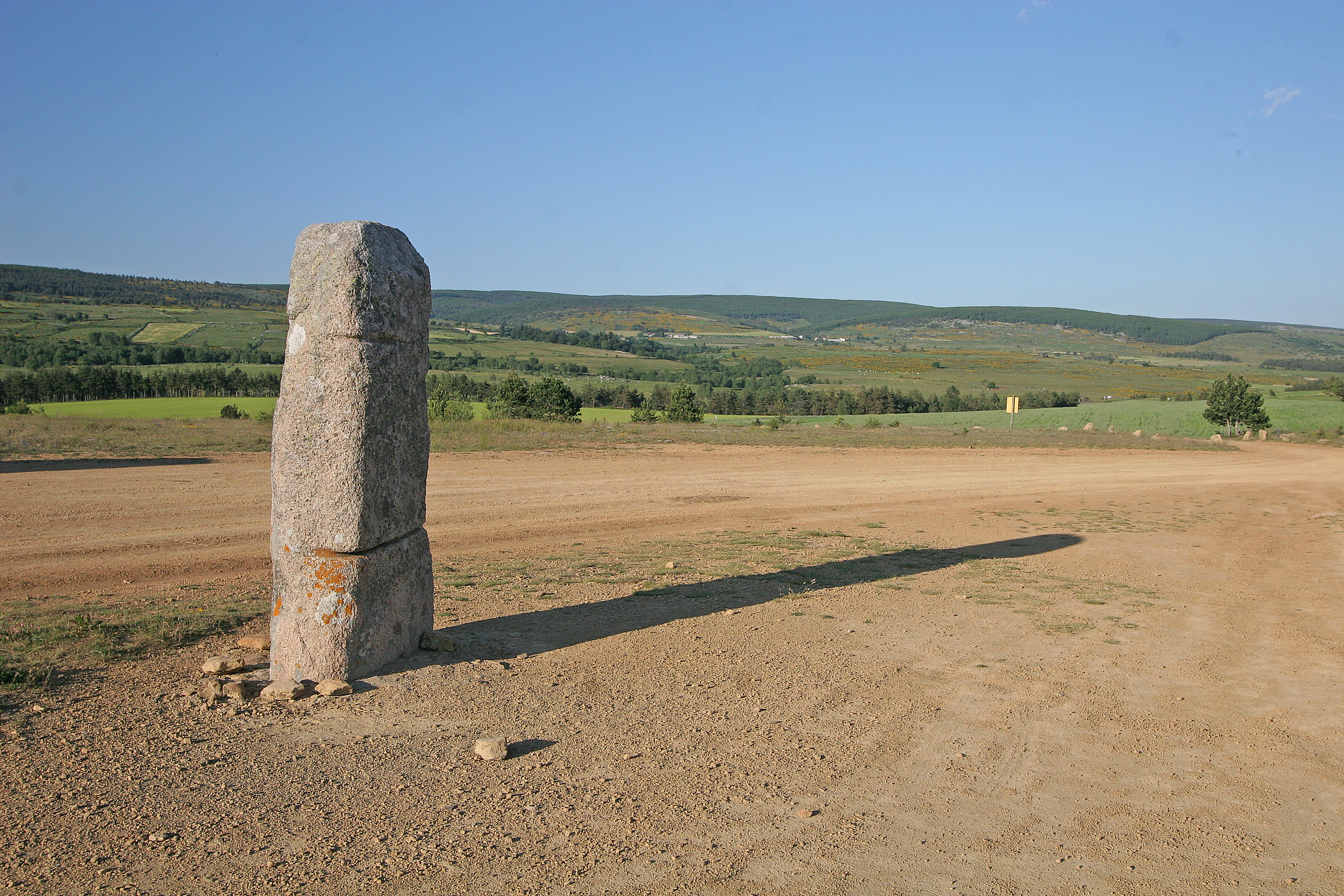
Menhiry de la Fage